# Strindens Promenadorkester
Strindens Promenadorkester (oftast skrivet Strindens Promenade Orchester) är en norsk studentorkester knuten till Studentersamfundet i Trondheim. Orkestern, vilken grundades 1963, kvalificerade sig 1999 till den norska utgåvan av Guinness Rekordbok genom att spela "Stars and Stripes Forever" på rekordtiden 50,9 sekunder.